# Dymitr Chalecki
Dymitr Chalecki herbu Chalecki (ur. ok. 1550 roku, zm. w 1598 roku), szlachcic.

## Życiorys
Był synem Józefa Chaleckiego i jego trzeciej żony Fedoty Kopciówny. Od 1580 był miecznikiem wielkim litewskim, następnie podskarbim wielkim litewskim od 1590. W 1589 roku podczas Sejmu pacyfikacyjnego był marszałkiem. W 1589 roku był sygnatariuszem ratyfikacji traktatu bytomsko-będzińskiego na sejmie pacyfikacyjnym. W 1596 był jednym z posłów królewskich na soborze brzeskim. Dworzanin Stefana Batorego.
Z czterech jego synów najbardziej znani są: Mikołaj Krzysztof i Aleksander